# Ngô Văn Giao
Ngô Văn Giao (1962–) là một sĩ quan cấp cao trong Quân đội nhân dân Việt Nam, hàm Thiếu tướng, nguyên Cục trưởng Cục Khoa học Quân sự, nguyên Phó Chủ nhiệm Tổng cục Công nghiệp Quốc phòng.

## Thân thế binh nghiệp
Từ năm 1980–1985, ông Giao học chuyên ngành Thuốc phóng – Thuốc nổ tại Học viện Kỹ thuật Quân sự. Tốt nghiệp loại giỏi, ông được giữ lại Học viện làm cán bộ giảng dạy. Quá trình công tác tại đây, ông trở thành Tiến sĩ, Phó Giáo sư, Chủ nhiệm Bộ môn Thuốc phóng – Thuốc nổ, Phó Chủ nhiệm Khoa Vũ khí, Trưởng phòng Quản lý Khoa học – Học viện Kỹ thuật Quân sự.
Sau đó, ông được điều động sang làm Viện trưởng Viện Thuốc phóng thuốc nổ, Tổng cục Công nghiệp Quốc phòng
Năm 2014, ông được bổ nhiệm giữ chức Phó Chủ nhiệm Tổng cục Công nghiệp Quốc phòng
Tháng 10 năm 2018, ông được bổ nhiệm giữ chức Cục trưởng Cục Khoa học quân sự, Bộ Quốc phòng

## Lịch sử thụ phong
| Năm thụ phong | 2015        |
| ------------- | ----------- |
| Cấp bậc       |             |
| Danh Xưng     | Thiếu tướng |